# 保护非物质文化遗产公约

公約締約國

保护非物质文化遗产公约（英文：the Convention for the Safeguarding of the Intangible Cultural Heritage）是于2003年10月17日在联合国教育、科学及文化组织第32届大会上通过的旨在保护世界非物质文化遗产的国际公约。截止2018年，世界上共有178个国家签署了该条约。

## 主要内容
公约共有九章四十条。
根据公约第2章有关规定，联合国教科文组织增设政府间保护非物质文化遗产委员会，并从2008年开始编制公布联合国教科文组织非物质文化遗产名录和优秀保护实践名册、急需保护的非物质文化遗产名录（2009年开始公布）以及优秀保护实践名册（Register of good safeguarding practices）。各缔约国还需定期举行会议。
根据公约第11、12条，各缔约国需要编制本国的非物质文化遗产名录，并定期更新。
根据公约第6章有关内容，联合国教科文组织成立了“保护非物质文化遗产基金”，资金主要来源为各缔约国的纳款、教科文组织下拨的款项以及其他国家的捐赠等，资金主要用于援助各国保护非物质文化遗产。
公约最后规定在公约生效前，“人类口述和非物质遗产代表作名录”纳入人类非物质文化遗产代表作名录。